# Steile wand

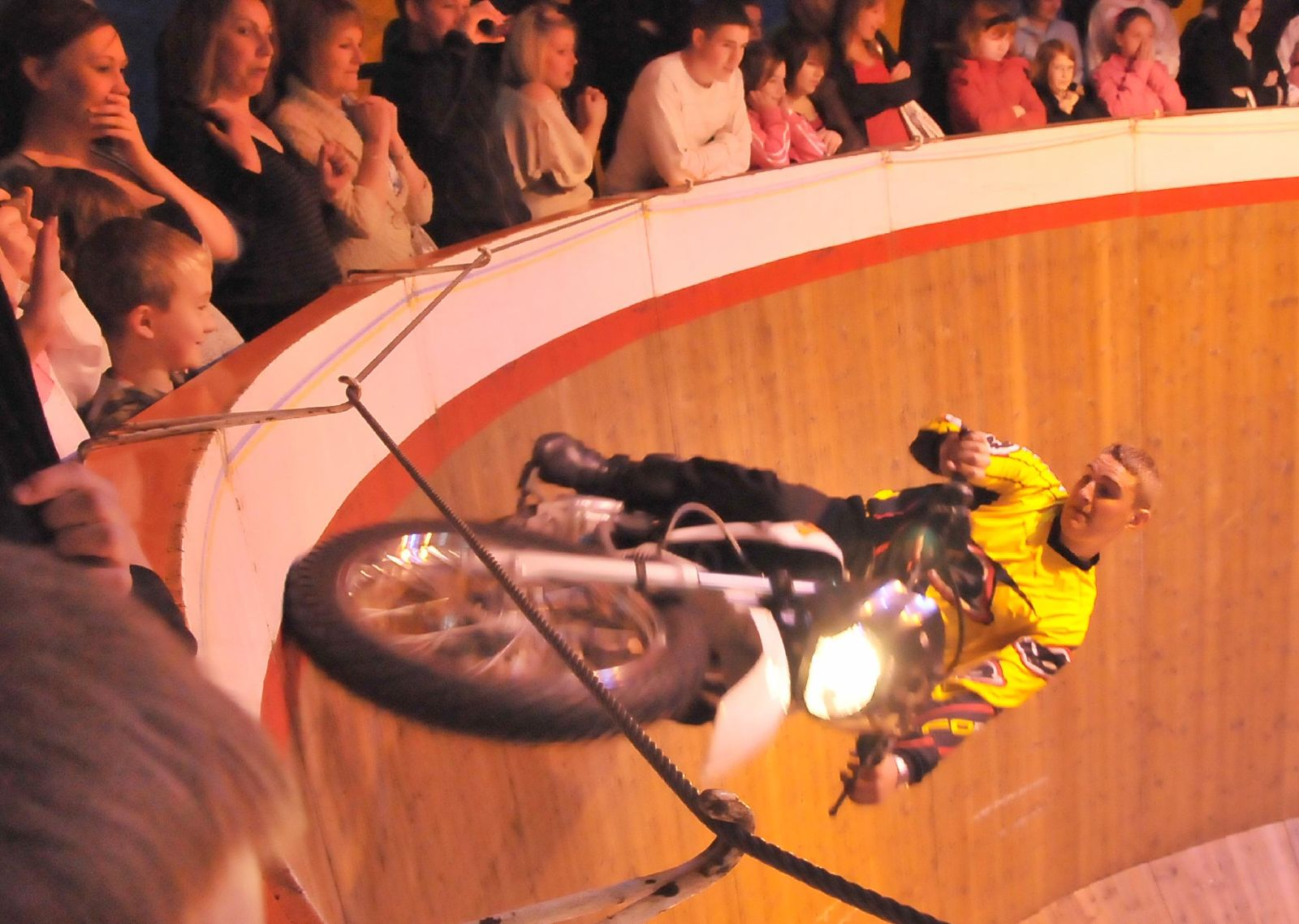
Voorbeeld van een Wall of death

De steile wand (ook silodrome, Todesbahn, Wall of Death of Well of Death genoemd) is een kermisattractie waarbij met een of meer motorfietsen of karts in een grote tonvormige kombaan wordt gereden (diameter 8 tot 10 meter). Een variant op de steile wand is de Globe of Death, waarbij met motorfietsen wordt gereden in een grote metalen bol. Hierbij rijden de motorfietsen ook ondersteboven. Deze versie is vaak te vinden in circussen.
Hoewel het erg snel lijkt te gaan, is er geen groot vermogen voor nodig, waardoor klassieke motoren geliefd zijn. Een enkele keer wordt er zelfs met een bromfiets gereden.